# 北九州市立修多羅小学校
北九州市立修多羅小学校（きたきゅうしゅうしりつ すたらしょうがっこう）は、かつて福岡県北九州市若松区に存在した公立小学校。2022年（令和4年）3月31日をもって閉校した。

## 沿革
- 1916年（大正5年）
  - 4月 - 修多羅小学校創立（若松小学校仮校舎で授業開始）
- 1918年（大正7年）7月 - 増築校舎（東棟）竣工
- 1919年（大正8年）
  - 3月 - 増築校舎（北棟）竣工
  - 9月 - 新校舎落成し、現校地[要出典]に移転。
- 1926年（大正15年）
  - 3月 - 増築校舎(北塔)竣工
  - 4月 - 高等科を併置して若松市立修多羅尋常高等小学校に改称。
- 1939年（昭和14年）3月 - 高等科を廃止し若松市立修多羅尋常小学校に改称。養護質増築完成。
- 1941年（昭和16年）4月 - 若松市立修多羅国民学校に改称。
- 1947年（昭和22年）
  - 4月 - 若松市立修多羅小学校に改称。
  - 6月 - 社会科実験学校に委嘱。
- 1948年（昭和23年）4月 - 社会科第一年次研究発表会を開催。
- 1949年（昭和24年）
  - 2月 - 社会科第二年次研究発表会を開催。
  - 6月 - 修多羅幼稚園を併設。
  - 11月 - 社会科第三年次研究発表会を開催。
- 1951年（昭和26年）
  - 1月 - 開校三十五周年記念式典を挙行。
  - 6月 - 社会科実験学校として県教育委員会より感謝状
  - 11月 - 創立三十五周年記念行事挙行。
- 1952年（昭和27年）9月 - 校舎改築第一期工事落成。
- 1953年（昭和28年）
  - 5月 - 校舎改築第二期工事落成。運動場拡張工事完了。校舎落成記念行事挙行。
  - 9月 - 修多羅学校図書館を開設。
  - 10月 - 修多羅小学校校歌を新作する。
- 1954年（昭和29年）
  - 2月 - 学校図書館第一年次発表会を開催。
  - 3月 - 修多羅幼稚園を廃止。
- 1955年（昭和30年）
  - 12月 - 学校図書館優秀賞を受賞。
- 1956年（昭和31年）
  - 3月 - 開校四十周年図書館表彰記念式挙行。
  - 11月 - 増築校舎(図書館、家庭科室)唆工
- 1958年（昭和33年）11月 - 九州地区学校図書館コンクール入賞。
- 1959年（昭和34年）5月 - こども郵便局感謝状を受ける。(郵便大臣賞受賞)
- 1960年（昭和35年）10月 - 図書館第七年次発表会を開催。
- 1961年（昭和36年）
  - 1月 - 学校図書館の表彰を受ける。(文部大臣賞受賞)
  - 4月 - 図書館協議会から学校図書館の表彰を受ける。
- 1962年（昭和37年）
  - 1月 - 学校図書館コンクール文部大臣賞を受賞。
  - 11月 - 図書館教育、県教育委員会より表彰。
- 1963年（昭和38年）2月 - 北九州市立修多羅小学校に改称。
- 1966年（昭和41年）2月 - 開校五十周年記念式典を挙行。
- 1967年（昭和42年）
  - 4月 - 低学年図書館を開設。
  - 11月 - 学校図書館研究発表会を開催。
- 1968年（昭和43年）7月 - プール、体育倉庫、砂場、焼却炉、東正門、横門扉が完成。
- 1969年（昭和44年）2月 - 社会科研究発表会を開催。
- 1970年（昭和45年）
  - 1月 - 県図画展学校賞を受賞。
  - 7月 - プール浄化装置、更衣室完成。
  - 11月 - 全校児童にスチール机脚配置。
- 1971年（昭和46年）
  - 4月 - 情緒障害児学級新設許可。
  - 9月 - 情緒障害児学級「すたら教室」改造完了。
- 1973年（昭和48年）4月 - 精神薄弱児学級新設許可。
- 1977年（昭和52年）4月 - 鉄筋四階建校舎、第一期工事落成。
- 1978年（昭和53年）
  - 3～4月 - 鉄筋四階建校舎、第二期工事落成。
  - 11月 - 小学校音楽コンクール優秀賞を受賞。
- 1979年（昭和54年）
  - 3～4月 - 鉄筋四階建校舎、第三期工事並びに体育館正門、温室落成。全校舎改築祝賀会開催。
  - 11月 - 小学校音楽コンクール銀賞を受賞。
- 1982年（昭和57年）
  - 3月 - 校地西側石垣完成。
  - 11月 - 西側市道拡張に伴う石垣改装完了。
- 1983年（昭和58年）
  - 2月 - 陶芸実習棟完成。
  - 3月 - 裏石垣改装工事完了。
  - 6月 - 教材園四畝新設。
  - 11月 - 学校教材園新設。
- 1984年（昭和59年）9月 - 校舎改築記念碑設置。
- 1985年（昭和60年）11月 - 気象観測露場、百葉箱新設。
- 1986年（昭和61年）
  - 2月 - 創立七十周年記念式典挙行。
  - 11月 - 北九州市小学校理科教育研究大会開催。
- 1987年（昭和62年）4月 - 情緒障害児学級閉級。
- 1988年（昭和63年）6月 - プール浄化槽改設。
- 1989年（平成元年）9月 - ランチルーム使用開始。学校保険努力賞受賞。
- 1990年（平成2年）11月 - 学校保健優良賞受賞。
- 1992年（平成4年）
  - 6月 - 家庭科研究大会を開催。
  - 8月 - 内壁修理工事完成。
  - 11月 - 北九州市家庭科教育研究大会を開催。
- 1993年（平成5年）12月 - 外装工事完了。
- 1995年（平成7年）
  - 2月 - 八十周年記念式典を挙行。
  - 8月 - 門柱改修。
- 1996年（平成8年）
  - 2月 - 開校80周年記念式典挙行。
  - 6月 - 砂場の移設。
- 1997年（平成9年）
  - 3月 - 校舎南側廊下および階段、玄関ホール塗装工事。
  - 4月 - 図書館改善。
- 1998年（平成10年）1月 - 給食室改修工事（内壁・床・溝・シンク移動）。
- 1999年（平成11年）11月 - パソコン教室設置。焼却炉撤去。
- 2000年（平成12年） 
  - 4月 - 社会福祉協力校。
  - 8月 - 学校図書バーコード化。社会福祉協力校。
  - 11月 - 教室暖房設置。
- 2001年（平成13年）
  - 7月 - 飼育舎、石炭倉庫設置。
  - 8月 - 階段に手すり設置。
  - 11月 - 北九州市図画工作科教育研究大会開催。
  - 12月 - スクールヘルパー開始。
- 2002年（平成14年）
  - 3月 - 環境に優しい若松まちづくり表彰貢献者受賞。
  - 4月 - 小さな国際人育成事業開始。洋式トイレ設置。
  - 5月 - 学校評議員制度実施。
  - 12月 - 児童画展RKB毎日放送賞受賞。
- 2003年（平成15年）
  - 1月 - 県児童画展RKB毎日放送賞受賞。
  - 6月 - パソコンボランティアによる指導開始。
  - 9月 - 読書ボランティアによる読み聞かせ開始。
  - 10月 - プール改設工事完了。
  - 12月 - 児童画展松本文化芸術振興財団賞受賞。
- 2004年（平成16年）
  - 1月 - 県児童画展松本文化芸術公興財団賞受賞。
  - 10月 - とびうめ国文祭にて教育委員長賞受賞。
  - 12月 - 児童画展福岡県美術協会賞受賞。
- 2005年（平成17年）
  - 1月 - 県児童画展福岡県美術協会賞受賞。
  - 3月 - ハートフルトイレ設置（南側1階～3階）。
  - 6月 - よい歯の学校表彰 市長賞受賞。
  - 11月 - 創立九十周年記念式典挙行。
  - 12月 - 児童画展松本文化芸術振興財団賞受賞。
- 2006年（平成18年）
  - 1月 - 県児童画展松本文化芸術振興財団賞受賞。
  - 2月 - パソコン室40台、教室など2台設置。
  - 9月 - 北九州市音楽科教育研究大会開催。
  - 12月 - 児童画展松本文化芸術振興財団賞受賞。
- 2007年（平成19年）
  - 1月 - 県児童画展松本文化芸術振興財団賞受賞。
  - 12月 - 児童画展研究会賞受賞。
- 2008年（平成20年）
  - 1月 - 児童画展研究会賞受賞。
  - 5月 - 北九州市教育センター研究に委嘱。
  - 7月 - ひまわり音読暗唱自慢大会開始。
  - 12月 - 児童画展研究会賞受賞。外壁及び屋根上防水改修工事。
- 2009年（平成21年）
  - 1月 - 県児童画展奨励賞受賞。
  - 4月 - ひまわり音読暗唱自慢大会テレビ取材、放映。
- 2010年（平成22年）
  - 1月 - 児童画展契励賞受賞。
  - 2月 - 市教育センター研究開発協力校実践発表。
  - 8月 - 北九州市音読暗唱教育賞「ひまわり賞」受賞。
  - 10月 - 「小さな親切実行賞」受賞。
  - 11月 - 「早寝・早起き・朝ごはん・読書」カード小学校部門三位受賞。
- 2011年（平成23年）
  - 1月 - 児童画展サクラクレパス賞受賞。
  - 2月 - 福原賞団体賞受賞「ふれあいお便り配達」。太陽光発電システム設置。
  - 10月 - 「小さな親切運動」車いす受贈。
  - 11月 - 北九州市図画工作科教育研究大会開催。
- 2012年（平成24年）
  - 1月 - 運動場防球フェンス改築工事。
  - 4月 - 第九十七回入学式、二十六名入学。
  - 10月 - 若松区体育全員研修会実施。
  - 11月 - 嘉代子桜植樹式典実施。
- 2013年（平成25年）
  - 1月 - 県児童画展美術協会賞受賞。
  - 2月 - タンザニア国チャゴンベ小学校とSkype交流。
  - 3月 - 第九十七回卒業証書授与式、四十七名卒業。
  - 4月 - 第九十八回入学式。
  - 11月 - 若松区算数科全員研修会実施。
- 2014年（平成26年）
  - 1月 - 県児童画展美術協会賞受賞。県児童画展奨励賞受賞。
  - 2月 - スチール缶リサイクル協会優秀賞受賞。県児童画展契励賞受賞。
  - 3月 - 第九十八回卒業証書授与式。
  - 4月 - 第九十九回入学式。
  - 7月 - 校舎、体育館耐震工事。
  - 8月 - 体育館照明付替。
  - 11月 - 若松区理科全員研修会実施。
- 2015年（平成27年）
  - 1月 - 児童画展学校努力賞受賞。
  - 3月 - 第九十九回卒業証書授与式。
  - 4月 - 第百回入学式。
  - 11月 - 創立百周年記念式典挙行。
- 2016年（平成28年）
  - 1月 - RKB毎日放送賞受賞。
  - 3月 - 第百回卒業証書授与式。
  - 4月 - 第百一回入学式。
- 2017年（平成29年）
  - 1月 - RKB毎日放送賞受賞。
  - 3月 - 第百一回卒業証書授与式。
  - 4月 - 第百二回入学式。
- 2019年（令和元年）6月 - 第1回なかよしカップを実施。
- 2020年（令和2年）1月 - 県児童画展サクラクレパス賞受賞
- 2021年（令和3年）6月 - タブレットパソコンの運用開始。
- 2022年（令和4年）
  - 3月25日 - 修多羅小学校閉校式挙行[1]。
  - 3月31日 - 閉校。翌日から2024年（令和6年）3月31日まで、くきのうみ小学校の仮校舎として使用される。

## 校歌
「修多羅小学校校歌」
作詞：火野葦平・作曲：古関裕而
旧校歌「修多羅小学校校歌」
作詞：八波則吉・作曲：山内常光

## 通学区域
- 久岐の浜、古前2丁目の一部、山手町の一部、修多羅1丁目、修多羅2丁目の一部、修多羅3丁目の一部、大字修多羅の一部、白山1丁目の一部、本町3丁目の一部

## 進学先中学校
- 北九州市立若松中学校

## アクセス
- 北九州市営バス「修多羅」バス停下車後、徒歩約230m・約4分。
- 九州旅客鉄道筑豊本線若松駅から、徒歩約530m・約8分。